# R.Pudupatti
R.Pudupatti é uma panchayat (vila) no distrito de Namakkal, no estado indiano de Tamil Nadu.

## Demografia
Segundo o censo de 2001,  R.Pudupatti  tinha uma população de 7347 habitantes. Os indivíduos do sexo masculino constituem 51% da população e os do sexo feminino 49%. R.Pudupatti tem uma taxa de literacia de 56%, inferior à média nacional de 59.5%: a literacia no sexo masculino é de 64% e no sexo feminino é de 47%. Em R.Pudupatti, 9% da população está abaixo dos 6 anos de idade.